# Таріел Дадіані
Таріел Дадіані (груз. ტარიელ დადიანი; д/н — 1833) — мтаварі Мегрелії у 1793—1794 і 1802 роках.

## Життєпис
Походив з Другої династії Дадіані (Чіковані-Дадіані). Сьомий син мтаварі Кації II і Анни Цулукідзе. Протягом 1792—1793 років його брати Григол і Манучар вели запеклу боротьбу за Мегрелію. такою ситуацією скористався Таріел, що 1793 року захопив владу. був затверджений в правах мтаварі Соломоном II, царем Імеретії.
1794 року Григол за підтримки Кейхосро Геловані переміг імеретинські війська, що залишили Мегрелію. В результаті Таріел залишився без підтримки, внаслідок чого змушений був тікати з зугдіді. Владу в Мегрелії захопив його старший брат Григол.
Таріел втік до Кутаїсі, де мешкав при дворі Соломона II. 1802 року війська останнього знову повалили Григола, передавши владу Таріелу. Але невдовзі Григол за підтримки абхазьких військ переміг Таріела, який вкотре втік до Кутаїсі.
1804 року зміг повернутися до Мегрелії, де отримав декілька маєтків й замок Джгалі. після смерті Григола разом з братом Манучаром протистояв регентші Ніно Багратіоні.
У січні 1810 року приєднався до повстання брата Манучара проти регентши. Але мегрело-російське військо швидко придушило заворушення. Таріел погодився здатися в обмін на підтвердження його власності, але це було відкинуто. Тоді з братом Манучаром втік до царя Соломона II, який в цей час повстав проти російського панування в Імеретії. Після поразки Соломона II спробував підняти повстання в лечхумі, втім марно.
Зрештою перебрався до Чилдирського еялету. 1811 року повернувся до Мегрелії після скасування регентства Ніно Багратіоні. В подальшому був вірним порадником небожа Левана V. 1833 року придушив заворушення Деметре Шервашидзе, князя Самурзакано. Того ж року помер й сам Таріел.

## Родина
Дружина — донька Симана II, мтаварі Гурії
Діти:
- Григол
- Олександр
- Марія
- Парнаваз
- Платон (1817—1838)
- Михайло